# Advanced Research Projects Agency-Energy
Pour les articles homonymes, voir ARPA.

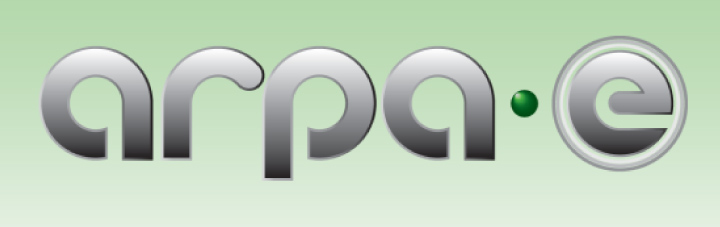
Logo de l’ARPA-E.

ARPA-E ou Advanced Research Projects Agency-Energy est issue d'un projet du gouvernement des États-Unis visant à soutenir la recherche avancée (hautes-technologies) dans le domaine des énergies propres, sûres et renouvelables. L'Agence a été créée en 2007 à partir d'une recommandation faite en 2005 par un rapport du Conseil national de la recherche des États-Unis (rapport intitulé Rising Above the Gathering Storm).

Le but de l'ARPA-E est d'appuyer la multidisciplinarité scientifique pour relever les défis futurs de l'énergie pour notamment mieux faire face à la pollution de l'air, à la raréfaction des ressources énergétiques fossiles et au dérèglement climatique. 

La devise de l'Agence est « Changer le possible » (changing what's possible).
En 2017, l'avenir de cette agence est incertain, car remis en question par la présidence de Donald Trump qui dans son projet de budget 2018 veut le supprimer.

## Critères d'elligibilité
Comme la DARPA le fait pour les technologies militaires, l'ARPA-E finance des « recherches à haut-risque » mais à haut potentiel, qui sinon (sans aides financières) ne seraient pas poursuivies du fait de leur coût et risque élevé d'échecs. 

Comme pour la DARPA, il est prévu que l'ARPA finance des projets dans lesquels sont impliqués des laboratoires publics nationaux, des laboratoires privés et des universités. L'Agence lance des appels à projets et des équipes de chercheurs y répondent. Un jury sélectionne les projets qu'il juge les meilleurs et l'Agence les finance. 

## Histoire
L'ARPA-E fut créée par le H.R. 364 au sein du département américain de l'énergie en 2007, mais alors sans budget. 
Le 27 avril 2009, le président Obama dote officiellement l'ARPA-E d'un budget à l'occasion de l'annonce d'investissements fédéraux dans la recherche et le développement et des sciences de l'éducation. 
En septembre 2009 Arun Majumdar (ancien directeur adjoint du Lawrence Berkeley National Laboratory) devient son premier directeur. 

Il peut s'appuyer sur un budget d'environ 400 millions de dollars, issu du plan de stimulation économique de février 2009, permettant d'offrir des bourses à des chercheurs de haut-niveau pour des projets risqués nous pouvant être financé par les programmes classiques. 
Sept ans plus tard, en 2016 ce budget n'était plus que de 291 millions de dollars. 
En 2017, l'existence même de l'Agence semble mise en cause. Plusieurs élus républicains s'étaient en 2007 opposé à la création de cette agence au motif que ses subventions seraient une intervention gouvernementale inutile dans le secteur privé. Mais elle a fait l'objet d'un rapport d'évaluation (rapport de consensus) publié en 2017 et a bénéficié depuis d'un soutien bipartite au sein du Congrès. 

En mars 2017, rien n'indiquait que le Législateurs américain prévoyait de compresser son financement dans le budget de 2017 (qui devrait être bouclé en mai 2017), mais en mars 2017 un projet de budget de l'État fédéral pour 2018, dévoilé par le nouveau président Donald Trump proposait d'éliminer l'ARPA-E, et en avril 2017 (pour plusieurs dizaines de millions de dollars), sans explications. Le DOE (via une opération inhabituelle qu'il dénommée « no-contract action ») a gelé des contrats en cours concernant des millions de dollars d'aide d'État déjà investis ou officiellement promis par l'ARPA-E (pour des bourses concernant les hautes-technologies dans le domaine du Climat et de l'énergie). Ceci laisse les chercheurs concernés sans visibilité quant à leur avenir, menace parfois des entreprises partenaires de ces projets et l'économie locale. Ce brusque recul pourrait avoir « impact dévastateur sur les équipes de recherche » selon un article de la Revue Science. 

Le démocrate Eddie Bernice Johnson (D-TX), qui pilote le comité scientifique de la Chambre des représentants des États-Unis a dit craindre que ce gel des contrats pourrait enfreindre les lois fédérales (qui exigent notamment que chaque agence dépense ls crédits que le Congrès lui alloue - dans ce cas, les 291 millions de dollars Que l'ARPA-E a reçu pour l'exercice financier de 2016 (terminé en septembre 2016). 

Des chercheurs, relayés par la revue Science protestent non seulement quant au gel et au traitement des subventions mais aussi à propos de la « chape de silence qui enveloppe maintenant l'ARPA-E » qui surprend les collaborateurs habituels de l'Agence. 